# Ф'юмефреддо-Бруціо
Фьюмефреддо-Бруціо (італ. Fiumefreddo Bruzio, сиц. Fiuminica) — муніципалітет в Італії, у регіоні Калабрія,  провінція Козенца.
Фьюмефреддо-Бруціо розташоване на відстані близько 430 км на південний схід від Рима, 60 км на північний захід від Катандзаро, 18 км на південний захід від Козенци.

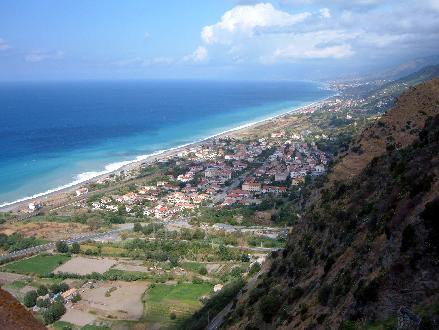

Населення — 3023 особи (2014).
Покровитель — SS. Immacolata.

## Демографія
Населення за роками:

Станом на 1 січня 2023 року в муніципалітеті офіційно проживали 63 іноземці з 16 країн, серед них 27 громадян країн Євросоюзу та 5 громадян України.

## Сусідні муніципалітети
- Амантеа
- Паола
- Черизано
- Фальконара-Альбанезе
- Лонгобарді
- Мендічино